# Карелия (поезд)
Фирменный поезд «Карелия» — скорый фирменный поезд № 017А/018А Российских железных дорог, обслуживающий маршрут Петрозаводск—Москва—Петрозаводск.

## История
4 ноября 1985 года запуском поезда «Карелия» Октябрьской железной дороги (филиала ОАО «РЖД») открылось регулярное пассажирское сообщение между Петрозаводском и Москвой.
Отправление поезда из Петрозаводска сопровождалось песней «Карелия» (поэт Ким Рыжов, композитор Александр Колкер), что сложилось в многолетнюю традицию.
В 1996 году поезду была присвоена категория «фирменный».
Поезд являлся одним из образцовых поездов РЖД, что подтверждается многократными победами на конкурсах, проводимых Октябрьской железной дорогой. В 2004 году поездная бригада «Карелии» стала абсолютным победителем конкурса профессионального мастерства.
Тем не менее в 2007 году категория «фирменный» была снята. 15 января 2012 года, после ряда мероприятий, включавших замену вагонов и переаттестацию проводников, категория была восстановлена приказом директора Федеральной пассажирской компании М. П. Акулова.
В сентябре 2019 года пресс-служба Федеральной пассажирской компании (ФПК) объявила, что в декабре того же года состав поезда будет обновлён двухэтажными вагонами, оборудованными системами контроля безопасности и связи, автоматизированной системой контроля посадки пассажиров, системами поддержания микроклимата и экологически чистыми туалетными комплексами.
По заявлению компании, ввод новых вагонов увеличит количество мест на 30 % и даст возможность снизить стоимость билетов.
Первый рейс обновлённого поезда состоялся 3 декабря 2019 года, а 5 декабря на вокзале Петрозаводска прошла торжественная церемония запуска фирменного двухэтажного поезда, приуроченная к десятилетию со дня образования АО «Федеральная пассажирская компания», в которой приняли участие Глава республики Карелия Артур Парфенчиков и генеральный директор ФПК Петр Иванов.
В состав поезда вошли двухэтажные купейные вагоны, двухэтажный СВ вагон и двухэтажный вагон-ресторан. Вагон № 8 оборудован для перевозки людей с ограниченными возможностями.

## Расписание
Время следования:
- 10 ч 50 мин по маршруту Петрозаводск — Москва (№ 017А), отправление в 22:00 — прибытие в 08:50;
- 10 ч 45 мин по маршруту Москва — Петрозаводск (№ 018А), отправление в 21:05 — прибытие в 07:50.

Поезд следует через станции Свирь, Подпорожье, Лодейное Поле, Волховстрой II, Малая Вишера, Бологое-Московское, Тверь. В Москву прибывает и из Москвы отправляется с Ленинградского вокзала.
Обслуживается вагоноремонтным депо Петрозаводск (ВЧД-19).
| 017А Петрозаводск — Москва | 017А Петрозаводск — Москва | 017А Петрозаводск — Москва |                     | 018А Москва — Петрозаводск | 018А Москва — Петрозаводск | 018А Москва — Петрозаводск |
| Прибытие                   | Стоянка                    | Отправление                | Раздельные пункты   | Прибытие                   | Стоянка                    | Отправление                |
|                            |                            | 22:00                      | Петрозаводск-Пасс.  | 07:50                      |                            |                            |
| 23:34                      | 6                          | 23:40                      | Свирь               | 06:05                      | 6                          | 06:11                      |
| 23:52                      | 2                          | 23:54                      | Подпорожье          | 05:48                      | 2                          | 05:50                      |
| 00:26                      | 3                          | 00:29                      | Лодейное Поле       | 05:15                      | 3                          | 05:18                      |
| 01:54                      | 2                          | 01:56                      | Волховстрой II      | 03:52                      | 2                          | 03:54                      |
| 02:52                      | -                          | -                          | Ирса*               | 02:48                      | 8                          | 02:56                      |
| 03:54                      | 1                          | 03:55                      | Малая Вишера        | 01:45                      | 1                          | 01:46                      |
| 05:09                      | 3                          | 05:12                      | Бологое             | 00:27                      | 3                          | 00:30                      |
| 05:41                      | 2                          | 05:43                      | Вышний Волочёк      | 00:02                      | -                          | -                          |
| 06:52                      | 1                          | 06:53                      | Тверь               | 22:55                      | 1                          | 22:56                      |
| 08:50                      |                            |                            | Москва-Пассажирская |                            |                            | 21:05                      |

- — техническая стоянка